# شاهر جمال آغا
شاهر جمال آغا (1939-2020) جغرافي، أستاذ جامعي، ولد في سورية. حاصل على شهادة الدكتوراة من جامعة سانت بطرسبرغ الحكومية، عمل أستاذًا بقسم الجغرافيا في جامعة دمشق. له مؤلفات جغرافيه عديدة منها ما يتعلق بالزلازل.

## مؤلفاته
- علم المناخ العام
- علم مياه اليابسة
- جغرافيا الوطن العربي
- الزلازل: حقيقتها وآثارها.[6]
- المياه القارية (علم مياه اليابسة)، جامعة دمشق، 1987[7]
- علم المياه والمناخ جـ1، جامعة دمشق، 1994[7]
- الزلازل وتطور وتبدل الأرض في القرآن الكريم، المكتب الإسلامي للطباعة والنشر، 1996[7]
- جغرافيا البحار والمحيطات، جامعة دمشق، 1997[7]
- جغرافية المناطق الجافة والتصحر، جامعة دمشق، 1997[7]